# Иммерман, Карл Лебрехт
Карл Лебрехт И́ммерман (нем. Karl Lebrecht Immermann; 24 апреля 1796, Магдебург, — 25 августа 1840, Дюссельдорф) — немецкий писатель.

## Биография
Уже в 16 лет Иммерман написал роман-драму «Прометей». Учился в Галле, участвовал в войне за освобождение, некоторое время был на службе; основал в Дюссельдорфе образцовый театр и умер скоропостижно в 1840 году.
Иммермана трудно подвести под определённую литературную школу: он и продолжатель периода «бури и натиска», он и романтик и классик, идеалист и реалист. В его драмах преобладает то рефлексия, то фантазия; форма и содержание часто отличаются эксцентричностью.
Его важнейшие драматические произведения: «Трагедия в Тироле» (переименованная впоследствии в «Andreas Hofer»), трилогия «Алексей» (I часть «Бояре», II — «Суд в Петербурге», III — «Евдокия», написанные самым разнообразным стихотворным размером), мистерия «Мерлин», «Император Фридрих II», «Петрарка», «Король Периандр и его дом», «Гисмонда», «Сиракузские принцы», «Глаз любви», «Эдвин» и др.
Стихотворения его непримечательны, зато очень смешна его сказка «Tulifäntchen». Значительными литературными достоинствами отличаются романы: «Эпигоны» (1836), в котором проводится мысль: «проклятие современного поколения заключается в том, что оно, не будучи постигнуто несчастием, должно чувствовать себя несчастным»; в «Мюнхгаузене» Иммермана осмеивается ложь общественной и семейной жизни; а также противопоставляется неиспорченности деревенского сословия в мастерской идиллии «Oberhof». Поэма «Тристан и Изольда» осталась неоконченной.

## Семья
- Первая жена — Элиза фон Алефельдт.